# Queimadela (Armamar)
Queimadela is een plaats (freguesia) in de Portugese gemeente Armamar en telt 331 inwoners (2001).